# Николаевский-на-Амуре морской торговый порт
Никола́евский-на-Аму́ре морско́й торго́вый порт — российский морской порт в городе Николаевск-на-Амуре (Хабаровский край). Расположен на Амурском лимане, на левом берегу реки Амур, на 23 мили выше устья.
В порту имеется 17 причалов и пирсов как для морских так и для речных судов, из которых 14 входят в состав торгового порта. Из них 9 грузовые, 4 вспомогательные и 1 пассажирский.
Общая протяжённость причалов — 1450 м. Грузовые работы осуществляются 14 портальными кранами, грузоподъёмностью 5-20 тонн, 30 автопогрузчиков грузоподъёмностью 1-10 т., плавучий кран грузоподъемностью 5 т., автомобильные краны. Хранение грузов осуществляется в крытых складах и открытых складских площадках. Площадь крытых складов 8,7 тыс. м2, площадь открытых складов — 40,1 тыс. м2. Грузооборот порта составляют грузы — прибывающие в адрес предприятий города, а также для населённых пунктов побережья Охотского моря. В порту перерабатываются генеральные, лесные, минерально-строительные грузы, уголь, контейнеры. Могут быть перегружены грузы массой одного места не более 20 тонн.
В состав флота входят несколько буксиров и буксирных катеров, лоцманские катер и станция, пассажирский теплоход, несколько барж. На последних перевозятся грузы в пункты Тугypo-Чумиканского района. Николаевск-на-Амуре связан регулярными рейсами с городами Хабаровск, Охотск, Комсомольск-на-Амуре, Благовещенск. Порт закрыт для захода иностранных судов. Причалы порта находятся на балансе Николаевского-на-Амуре филиала Морской администрации портов Ванино и Советская Гавань. Перевалку грузов осуществляет АО «Николаевский-на-Амуре морской торговый порт».